# João Souza
Pour les articles homonymes, voir Souza.
Ne pas confondre avec le joueur de tennis portugais João Sousa
João Olavo Soares de Souza, ou simplement João Souza, né le 27 mai 1988 à Mogi das Cruzes (État de São Paulo), est un joueur de tennis brésilien, professionnel entre 2006 et 2019. Sa carrière s'arrête définitivement en 2020 lorsqu'il est suspendu à vie pour avoir truqué des matchs.

## Carrière
À la suite de bons résultats sur le circuit Future, João Souza se tourne vers le circuit Challenger à partir de 2008. Il atteint trois demi-finales à Santiago, San Luis Potosí et Medellín, puis participe à sa première finale en 2009, également à Medellín où il s'incline face à Juan Ignacio Chela.
Il se fait remarquer en 2010, où, issu des qualifications, il atteint les demi-finales de l'Open du Chili. Il remporte dans la foulée son premier tournoi Challenger à Bogota contre Alejandro Falla.
En 2011, il est de nouveau demi-finaliste, cette fois-ci à Kitzbühel où il bat notamment Pablo Andújar, 46e mondial (6-3, 6-4). Cette performance lui permet d'entrer brièvement dans le top 100. Deux semaines plus tard, il participe au premier tournoi du Grand Chelem de sa carrière à l'US Open. Il perd au premier tour contre Robby Ginepri (6-3, 6-4, 6-75, 6-1). En septembre, à Bucarest, il élimine Tommy Robredo (44e) et atteint les quarts de finale.
En 2012, il est quart de finaliste à Viña del Mar et à Belgrade. L'année suivante, il affronte notamment Rafael Nadal au deuxième tour de l'Open du Brésil et s'incline 6-3, 6-4. En 2014, ses bonnes prestations dans les tournois Challenger (un titre, 3 finales et 7 demi-finales) lui permettent de participer à l'ATP Challenger Tour Finals. Il perd cependant ses trois matchs de poule.
Il commence l'année 2015 par une victoire sur Malek Jaziri à Doha. Il atteint ensuite sa première finale sur le circuit ATP en double à Quito aux côtés de Víctor Estrella. La semaine suivante, il réalise la meilleure performance de sa carrière en atteignant les demi-finales de l'Open du Brésil en battant Martin Kližan, 38e (3-6, 6-3, 6-2) et Leonardo Mayer, 30e (6-4, 3-6, 6-3). Il enchaîne sur un quart de finale à Rio et atteint à l'issue du tournoi le meilleur classement de sa carrière. En mars, il est sélectionné pour jouer le 1er tour de la Coupe Davis face à l'Argentine. Il s'impose lors du premier match face à Carlos Berlocq en 4 h 57 (6-4, 3-6, 5-7, 6-3, 6-2). Puis lors de son second match de simple, il s'incline contre Leonardo Mayer sur le score de 7-64, 7-65, 5-7, 5-7, 15-13 en 6 h 43, soit le match en simple le plus long de l'histoire de la Coupe Davis.
Au total, il a remporté 9 tournois Challenger en simple : à Bogota (2 fois) en 2010, à Santos en 2011, à Cali et Quito en 2012, à São José do Rio Preto en 2013, à São Paulo en 2014 et à Cortina d'Ampezzo et Fano en 2016 ; ainsi que 7 tournois en double dont 6 avec Marcelo Demoliner.
En 2019, il est suspendu par la Tennis Integrity Unit (TIU), organisme chargé de lutter contre la corruption dans le tennis, sanction confirmée en appel. Le 25 janvier 2020, le TIU le suspend à vie pour avoir truqué des matches dans des tournois Futures et Challenger en Amérique et en Europe. Il écope également d'une amende de 200 000 dollars.

## Palmarès

### Finale en double messieurs
| No | Date       | Nom et lieu du tournoi | Catégorie | Dotation  | Surface      | Vainqueurs                         | Partenaire             | Score     |          |
| -- | ---------- | ---------------------- | --------- | --------- | ------------ | ---------------------------------- | ---------------------- | --------- | -------- |
| 1  | 02-02-2015 | Ecuador Open Quito     | ATP 250   | 439 405 $ | Terre (ext.) | Gero Kretschmer Alexander Satschko | Víctor Estrella Burgos | 7-5, 7-63 | Parcours |

## Parcours dans les tournois duGrand Chelem

### En simple
| Année | Open d'Australie | Open d'Australie | Internationaux de France | Internationaux de France | Wimbledon       | Wimbledon  | US Open         | US Open        |
| ----- | ---------------- | ---------------- | ------------------------ | ------------------------ | --------------- | ---------- | --------------- | -------------- |
| 2011  | —                | —                | —                        | —                        | —               | —          | 1er tour (1/64) | Robby Ginepri  |
| 2012  | 1er tour (1/64)  | Matthew Ebden    | 1er tour (1/64)          | C.-M. Stebe              | —               | —          | —               | —              |
| 2015  | 1er tour (1/64)  | Ivan Dodig       | 1er tour (1/64)          | D. Gimeno-Traver         | 1er tour (1/64) | S. Giraldo | 1er tour (1/64) | Novak Djokovic |

N.B. : à droite du résultat se trouve le nom de l'ultime adversaire.

### En double
| Année | Open d'Australie       | Open d'Australie      | Internationaux de France    | Internationaux de France | Wimbledon                   | Wimbledon             | US Open                    | US Open             |
| ----- | ---------------------- | --------------------- | --------------------------- | ------------------------ | --------------------------- | --------------------- | -------------------------- | ------------------- |
| 2012  | 1/8 de finale R. Mello | R. Lindstedt H. Tecău | —                           | —                        | —                           | —                     | 2e tour (1/16) T. Bellucci | L. Paes R. Štěpánek |
| 2015  | —                      | —                     | 1er tour (1/32) V. Estrella | V. Pospisil Jack Sock    | 1er tour (1/32) V. Estrella | A. Begemann J. Knowle | —                          | —                   |

N.B. : le nom du ou de la partenaire se trouve sous le résultat ; le nom des ultimes adversaires se trouve à droite.

## Parcours dans lesMasters 1000
| Année | Indian Wells | Miami | Monte-Carlo | Madrid            | Rome | Canada | Cincinnati | Shanghai | Paris |
| ----- | ------------ | ----- | ----------- | ----------------- | ---- | ------ | ---------- | -------- | ----- |
| 2013  | —            | —     | —           | 1er tour B. Paire | —    | —      | —          | —        | —     |

N.B. : sous le résultat se trouve le nom de l’ultime adversaire.

## Classements ATP en fin de saison
| Année          | 2005 | 2006 | 2007 | 2008 | 2009 | 2010 | 2011 | 2012 | 2013 | 2014 | 2015 | 2016 | 2017 | 2018 | 2019 |
| Rang en simple | 918  | 698  | 343  | 206  | 199  | 111  | 104  | 143  | 139  | 90   | 143  | 123  | 255  | 312  | 726  |
| Rang en double | 952  | 747  | 327  | 237  | 196  | 186  | 213  | 74   | 126  | 265  | 113  | 251  | 296  | 740  | NC   |

Source : (en) Classements de João Souza sur le site officiel de la Fédération internationale de tennis